# Crella nodulosa
Crella nodulosa är en svampdjursart som beskrevs av Sarà 1959. Crella nodulosa ingår i släktet Crella och familjen Crellidae.
Artens utbredningsområde är Italien. Inga underarter finns listade i Catalogue of Life.